# Politique française en matière de jeux vidéo
 (mai 2015).
Si vous disposez d'ouvrages ou d'articles de référence ou si vous connaissez des sites web de qualité traitant du thème abordé ici, merci de compléter l'article en donnant les références utiles à sa vérifiabilité et en les liant à la section « Notes et références ».
La Politique française en matière de jeux vidéo se réfère à la stratégie et l'ensemble de mesures prévues par la France depuis 2002 afin de maintenir et de développer une industrie locale de développement sur les jeux vidéo pour préserver la diversité du marché européen.

## Histoire

### Propositions de soutien du gouvernement
Le groupe de commerce de développeur de jeu français, connu sous le nom d' Association des Producteurs d’Œuvres Multimédia (APOM, maintenant le Syndicat National du Jeu vidéo) a été fondé en 2001 par l'équipe d'Eden Studio, c'est-à-dire Stéphane Baudet, Nicolas Gaume de Kalisto (ancien membre du cabinet), Alain Le Diberder (financier et ancien journaliste), Romain Poirot-Lellig et Antoine Vilette de Darkworks. APOM a établi aux développeurs de jeux seulement, puisque les éditeurs de jeux ont déjà été regroupés sous l'égide du Syndicat des Éditeurs de Logiciels de Loisirs (SELL)[pas clair].
En novembre 2002, le Premier Ministre Jean-Pierre Raffarin a visité Darkworks et a officiellement demandé aux développeurs de jeux de lui soumettre un ensemble de propositions, en promettant une nouvelle rencontre au printemps 2003 afin de transmettre ses commentaires.
Confrontée aux faillites ou aux difficultés de nombreux studios comme Cryo, Kalisto, Aourxel Tribe, l'APOM a du proposer au gouvernement des solutions de court et de long terme orientées sur la croissance. Les professionnels du jeu vidéo ont répondu vers mars 2003 avec une série de propositions, comprenant plusieurs options pour mettre en place un système de financement à long terme afin de développer des jeux vidéo de qualité pour le marché européen et international.

### Ère de l'appui du gouvernement
Le 19 avril 2003, le Premier Ministre a annoncé la création de l’École Nationale du Jeu vidéo et des Médias Interactifs, une école nationale destinée à la formation des cadres de développement de jeux et des gestionnaires de projet. Il a annoncé la création d'un fonds de quatre millions d'euros pour les jeux, géré par le Centre National de la Cinématographie, le Fonds d'Aide pour l’Édition Multimédia (FAEM), ainsi que la commande d'un rapport destiné à déterminer et répondre aux besoins de l'industrie du développement du jeu, en prenant en compte les questions de concurrence internationale et de financement.
Le rapport a été remis au Premier Ministre et au Ministre des Finances en janvier 2004. Témoignant d'un état des lieux précis de l'industrie du jeu vidéo en France, il conservait l'idée de l'APOM d'un crédit d'impôt sur les dépenses de production de jeu vidéo et proposait d'autres mesures pour renforcer l'industrie du développement du jeu sur le long terme. En juillet 2004, le ministère des Finances a créé un groupe de travail pour élaborer les mesures proposées par le rapport Fries. Un groupe de membres de l'industrie du jeu vidéo, mené par Romain Poirot-Lelling, a rejoint des représentants du gouvernement dirigés par la Direction du Trésor dans ce groupe de la fin août à la mi octobre 2004. Le document confidentiel produit a été soumis au gouvernement et en novembre 2004, le Premier Ministre a approuvé un crédit d'impôt sur les dépenses de production de jeu vidéo.
En 2005, un changement de gouvernement a vu Dominique de Villepin devenir Premier Ministre en succédant à Jean-Pierre Raffarin. Bien que n'étant pas sa première priorité en ces temps de chômage massif, les problèmes de jeux vidéo, retardés par des préoccupations liées à d'autres crédits d'impôt sous examen à Bruxelles, étaient toujours à l'ordre du jour du gouvernement. Le 11 octobre 2005, le Ministre de la Culture Renaud Donnedieu de Vabres et le Ministre de l'Industrie François Loos ont visité les studio d'Ubisoft Entertainment S.A. à Montreuil. Leur visite a rapidement été suivie par celle de Dominique de Villepin, le 9 décembre 2005. Lors de sa visite, M. de Villepin a annoncé que le gouvernement allait présenter le crédit d'impôt sur les jeux vidéo à la Commission Européenne dans les deux semaines qui suivent.
Lors des élections présidentielles françaises de 2007, tous les principaux candidats ont plaidé en faveur d'un soutien de l'industrie du jeu vidéo ainsi que des politiques en cours.
Le 23 novembre 2007, le Président Nicolas Sarkozy a exprimé dans un discours son soutien solide à l'industrie du jeu vidéo, soulignant le potentiel des jeux vidéo à devenir une forme majeure d'art au XXIe siècle. Il a également exprimé son souhait de voir le crédit d'impôt sur les jeux vidéo approuvé par la Commission Européenne et son application rapide. Le 12 décembre, la Commission Européenne a approuvé le crédit d'impôt.

### Questionnements autour du sport électronique
En janvier 2016, le Premier Ministre Manuel Valls confie à deux parlementaires, Rudy Salles et Jérôme Durain, la mission de « définir un cadre législatif et réglementaire favorisant le développement des compétitions de jeux vidéo en France » auprès de la Secrétaire d'État auprès du ministre de l'économie, de l'industrie et du numérique, chargée du numérique, Axelle Lemaire. Selon lui, il s'agit « d'une activité qui est en pleine évolution, en pleine explosion (...) il faut voir comment encadrer juridiquement cette activité, comme l'autoriser et la sécuriser ». Le rapport remis par les deux parlementaires en mars 2016 préconise notamment de « définir un vrai cadre pour les compétitions online et offline », « créer une commission spécialisée rattachée au CNOSF », « donner un vrai statut aux joueurs » à travers un CDD sportif, « protéger les jeunes joueurs » à travers diverses mesures et « favoriser le recrutement de joueurs étrangers ».
Cette mission débouche sur une participation au projet de loi pour une République numérique, qui est adopté en première lecture au Sénat le 3 mai, avec 323 voix pour et 1 voix contre,. La loi reconnait officiellement dans son chapitre 4 section 2 la pratique du jeu vidéo en compétition en France, ainsi qu'un statut officiel aux joueurs professionnels.
Parallèlement à cette loi, le gouvernement annonce en mai 2016 la création d'un « contrat de travail spécifique au joueur professionnel de jeux vidéo » ainsi que la naissance de l'association indépendante « France Esport ». Le président de l'association, Stéphan Euthine, annonce avoir « rassemblé les deux plus grosses associations de France, à savoir la Futurolan et la Lyon E-Sport, ainsi que divers médias, tels qu'O'Gaming ou Webedia [...] un panel varié et sérieux, qui a permis d'engager des discussions déjà fructueuses avec le gouvernement », bien que durant les discussions, Patrick Kanner, ministre des Sports, ait refusé le terme d'« esport » et rejeté l'idée de créer une fédération sportive,.

## Reconnaissance personnelle pour les développeurs de jeux
Le 13 mars 2006, le ministère français de la culture a organisé une cérémonie pour nommer Chevalier de l'Ordre des Arts et des Lettres trois développeurs de jeux vidéo. Le concepteur de Rayman Michel Ancel, le créateur d'Alone in the Dark Frédérick Raynal et le concepteur de jeu Shigeru Miyamoto ont reçu leurs médailles des mains du ministre Renaud Donnedieu de Vabres.

## Fiscalité
En mai 2008, en concertation avec le CNC (Centre national du cinéma et de l'image animée) et la DGE (Direction générale des entreprises), ont permis l’adoption du Crédit d’Impôt du Jeu Vidéo (CIJV) et la transformation du Fonds d'Aide à l'édition Multimédia (FAEM) en Fonds d'aide au jeu vidéo (FAJV), permettant ainsi de redynamiser le secteur.
Le Fonds d'aide au jeu vidéo (FAJV) qui a été créé en 2008 est une subvention cofinancée par le Ministère du redressement productif et le Centre national du cinéma et de l'image animée, gérée par ce dernier.

## Entreprises françaises de jeux vidéo
- The Game Bakers
- Osome Studios
- Ankama
- Adeline Software International - Lyon 1993 - 1999. Elle devient No Cliché
- Kalisto - Bordeaux 1990 - 2001
- Infogrames - Lyon 1983. Elle est achetée par Atari
- Ubisoft - Montreuil-sous-Bois 1986
- Arkane Studios - Lyon 2001
- Darkworks - Paris 1998
- Atari
- Quantic Dream
- Cyanide
- Dontnod